# Benagues
Benagues – miejscowość i gmina we Francji, w regionie Oksytania, w departamencie Ariège.
Według danych na rok 1990 gminę zamieszkiwało 285 osób, a gęstość zaludnienia wynosiła 95 osób/km² (wśród 3020 gmin regionu Midi-Pireneje Benagues plasuje się na 781. miejscu pod względem liczby ludności, natomiast pod względem powierzchni na miejscu 1645.).